# Arkadiusz Okroj
Arkadiusz Okroj (ur. 27 maja 1967 w Kartuzach) – polski duchowny rzymskokatolicki, doktor nauk teologicznych, biskup pomocniczy pelpliński w latach 2019–2025, biskup diecezjalny toruński od 2025.

## Życiorys
Urodził się 27 maja 1967 w Kartuzach w rodzinie Grzegorza i Pelagii z domu Bagińskiej. Kształcił się w klasie o profilu matematyczno-fizycznym w I Liceum Ogólnokształcącym w Kartuzach, gdzie w 1986 złożył egzamin dojrzałości. Następnie odbył studia filozoficzno-teologiczne w Wyższym Seminarium Duchownym w Pelplinie. 6 czerwca 1992 został wyświęcony na prezbitera w katedrze w Pelplinie przez miejscowego biskupa diecezjalnego Jana Bernarda Szlagę. Inkardynowany został do diecezji pelplińskiej. W latach 1997–2000 kontynuował studia z zakresu teologii duchowości na Wydziale Teologicznym Katolickiego Uniwersytetu Lubelskiego. W 2002 uzyskał tam doktorat na podstawie dysertacji «Przyjaciel Boga» w «Enarrationes in Psalmos» św. Augustyna.
Pracował jako wikariusz w parafiach Matki Bożej Pocieszenia w Drzycimiu (1992–1996) i św. Józefa w Wygodzie Łączyńskiej (1996–1997). W latach 2000–2010 był ojcem duchownym w pelplińskim seminarium, gdzie objął wykłady z wprowadzenia do chrześcijaństwa i teologii życia wewnętrznego. W 2010 został ustanowiony proboszczem parafii św. Michała Archanioła w Kiełpinie. Pełnił funkcje przewodnika grup pielgrzymkowych na Jasną Górę z rejonu Świecia, kapelana Żeńskiego Domu Akademickiego KUL, asystenta kościelnego dziecięcych ognisk misyjnych, spowiednika kleryków i sióstr zakonnych. W diecezji pelplińskiej został referentem ds. formacji stanu dziewic, duszpasterzem rekolekcji ewangelizacyjnych dla osób z problemem alkoholowym i ich rodzin oraz moderatorem formacji stałej prezbiterów, ponadto wszedł w skład rady kapłańskiej i rady duszpasterskiej. W 2006 został konsultorem Podkomisji Konferencji Episkopatu Polski ds. Indywidualnych Form Życia Konsekrowanego, a w 2010 objął stanowisko jej przewodniczącego. W 2009 papież Benedykt XVI obdarzył go godnością kapelana honorowego Jego Świątobliwości.
12 lutego 2019 papież Franciszek mianował go biskupem pomocniczym diecezji pelplińskiej ze stolicą tytularną Cufruta. Święcenia biskupie otrzymał 2 marca 2019 w bazylice katedralnej w Pelplinie. Udzielił mu ich Ryszard Kasyna, biskup diecezjalny pelpliński, w asyście arcybiskupa Salvatore Pennacchia, nuncjusza apostolskiego w Polsce, i Wiesława Śmigla, biskupa diecezjalnego toruńskiego. Jako zawołanie biskupie przyjął słowa „Euntes Evangelium praedicate” (Idąc, głoście Ewangelię).
5 kwietnia 2025 papież Franciszek przeniósł go na urząd biskupa diecezjalnego diecezji toruńskiej. Diecezję kanonicznie objął 4 czerwca 2025, a  6 czerwca 2025 odbył ingres do katedry w Toruniu.
W Konferencji Episkopatu Polski został członkiem Komisji ds. Instytutów Życia Konsekrowanego i Stowarzyszeń Życia Apostolskiego oraz Rady ds. Turystyki i Pielgrzymek.
Otrzymał tytuł Proboszcza Roku 2015 diecezji pelplińskiej w plebiscycie „Dziennika Bałtyckiego”, a w 2016 nagrodę Kartëskô Skra, przyznawaną przez Burmistrza Kartuz.